# 第三代指揮及控制通訊系統
第三代指揮及控制通訊系統（英文：Third Generation Command and Control Communications System）於2004年12月8日起分階段啟用，為香港警務處資訊系統部近年最為突出的資訊及通訊科技進展，就是設計、發展和持續地分階段推出新系統。第三代指揮及控制通訊系統包含無線電波、999 (緊急電話號碼)、指揮及控制電腦和手提電腦和自動車輛位置顯示系統，造價為5億4千萬港元。此系統為警務人員提供多個創新的資訊及通訊科技應用系統、容易使用的器材及無縫運作模式，提高了警務處回應香港市民的緊急求助電話的效率。

## 功能
2005年起，軍裝部人員均獲配備比較輕型的無線電通話器，該通話器可以作為文字資料傳送，同時具備手提電話功能，人員之間可以透過簡單調較作為通訊，提高效率。新無線電通話器可以連接上述多個資訊系統，索取失縱和被通緝人士、失竊車輛及虛假身份證等有關資料，從而加快查核程序。此外，發生重大事故時，具備聲音及數據通訊功能的流動資料終端機可以應用於緊急應變車輛，有效地充當現場的報案中心以及指揮及控制中心。新系統的數碼加密傳送平台可以防止竊聽及非法進入系統，萬一無線電通話器丟失或者被盜，警務處亦可以使用遠端功能，將其終止運作，確保系統不被擅自干擾或者被偷竊所儲存的資料。

## 獎項
2006年11月22日，第三代指揮及控制通訊系統在香港資訊及通訊科技獎頒獎典禮中榮獲「電子政府《最具創意》」金獎和「電子政府《最佳電子化》」銀獎。次年10月，香港警務處的第三代指揮及控制通訊系統在公營機構科技及管理雜誌主辦的2007年政府科技大獎中贏得電子政府類別獎項。是次為香港的首次得獎。
2012年3月16日，在國際地面集群無線電系統開幕儀式頒獎典禮上，第三代指揮及控制通訊系統獲得頒發最佳創新獎。

## 相關參見
- 指揮及控制中心